# Garate-Santa Barbara
Garate-Santa Barbara este o arie protejată (arie specială de conservare — SAC, sit de importanță comunitară — SCI) din Spania întinsă pe o suprafață de 160,53 ha, integral pe uscat.

## Localizare
Centrul sitului Garate-Santa Barbara este situat la coordonatele 43°17′12″N 2°11′37″W / 43.2868°N 2.1937°V.

## Înființare
Situl Garate-Santa Barbara a fost declarat sit de importanță comunitară în mai 2003 pentru a proteja 22 de specii de animale. Situl a fost protejat și ca arie specială de conservare în octombrie 2012.

## Biodiversitate
Situată în ecoregiunea atlantică, aria protejată conține 5 habitate naturale: Păduri de Quercus suber, Pajiști uscate seminaturale și facies de acoperire cu tufișuri pe substraturi calcaroase (Festuco-Brometalia) (* situri importante pentru orhidee), Fânețe de joasă altitudine (Alopecurus pratensis, Sanguisorba officinalis), Pajiști uscate europene, Păduri de Quercus ilex și Quercus rotundifolia.
La baza desemnării sitului se află mai multe specii protejate:
- păsări (19): fâsă de pădure (Anthus trivialis), lăstunul mare (Apus apus), caprimulg (Caprimulgus europaeus), erete vânăt (Circus cyaneus), cuc (Cuculus canorus), lăstun de casă (Delichon urbicum), muscar negru (Ficedula hypoleuca), Hippolais polyglotta, rândunică (Hirundo rustica), capîntortură (Jynx torquilla), sfrâncioc roșiatic (Lanius collurio), gaia roșie (Milvus milvus), muscar sur (Muscicapa striata), sitar de pădure (Scolopax rusticola), turturică (Streptopelia turtur), silvie de zăvoi (Sylvia borin), silvie de tufiș (Sylvia undata), sturzul viilor (Turdus iliacus), sturz (Turdus pilaris)
- nevertebrate (3): croitorul mare al stejarului (Cerambyx cerdo), fluturele auriu (Euphydryas aurinia), rădașcă (Lucanus cervus)

Pe lângă speciile protejate, pe teritoriul sitului au mai fost identificate 1 specie de păsări, 1 specie de reptile.